# Hipoalbuminemia
Hipoalbuminemia – zmniejszenie ilości albumin w osoczu.
Prawidłowe stężenie albumin wynosi 34-47 g/l.